# 1949年ハリー・S・トルーマン大統領就任式
第33代アメリカ合衆国大統領のハリー・S・トルーマンの2回目の就任式は、1949年1月20日木曜日にワシントンD.C.のアメリカ合衆国議会議事堂のイーストポルティコで行われた。これは41回目となる大統領就任式であり、大統領のハリー・S・トルーマンの2期目と副大統領のアルバン・W・バークリーの唯一の任期の始まりとなった。大統領就任宣誓は最高裁判所長官のフレッド・M・ヴィンソン、副大統領就任宣誓は陪席判事のスタンリー・フォーマン・リードが執り行った。
これは史上初めてテレビ中継されたアメリカ合衆国大統領就任式であり、また同時に初めて航空パレードが行われた。トルーマンは1909年のウィリアム・ハワード・タフトの就任以来途絶えていた公式の就任舞踏会の伝統も復活させた。

## 祝賀会
メルヴィン・D・ヒルドレスが主催した就任祝賀会は1月16日から23日までの1週間にわたって行われた。『ニューヨーク・タイムズ』紙は「フランクリン・D・ルーズベルトがニューディールを宣言する勇敢な言葉で1933年の暗澹たる気分を晴らそうとした時以来の華麗なもの」と評した。数千もの人々が記念品の「招待状」を受け取ったが、実際には就任行事の有効なチケットではなかったという混乱も生じた。
ワシントンD.C.のコンスティテューションとペンシルベニア通りでは130万人が就任パレードを見物したと報じられた。600機の軍用機が頭上を飛び交い、陸軍兵士は新兵器を展示して行進した。行進する部隊の中には人種が混在しているものもあった。パレードの最中にトルーマンはコロンビア大学学長で後の大統領のドワイト・D・アイゼンハワーから敬礼された。トルーマンはパレードの最中に南部の知事のストロム・サーモンドとハーマン・タルマージを「冷たくした」ためにメディアの注目を浴びた。
就任祝賀会にレナ・ホーン、ドロシー・メイナー、ライオネル・ハンプトンが出演したが、アフリカ系アメリカ人がこの種の催しに参加するのは初めてのことだった。

## 就任式
就任式は1949年1月20日に行われた。トルーマンは最高裁判所長官のフレッド・M・ヴィンソンのもとで就任宣誓を行った。その後トルーマンは演説を行い、パレードと共に出発した。
ある分析によると、議員の到着が送れたことでトルーマンの大統領としての任期に連続性がなくなったという。1933年に批准されたアメリカ合衆国憲法修正第20条では大統領の任期は選挙後の1月20日の正午に終了すると定められている。一部の議員が10分遅れて到着し、着席までさらに10分かかったため、12時23分に副大統領のアルバン・W・バークリーが就任し、トルーマンが12時29分に就任するまでの6分間、実質的に大統領の役割を果たした。
4つの方針演説とも呼ばれる就任演説でトルーマンは世界各地の経済成長と共産主義への抵抗について述べた。この瞬間は第三世界に関する国際開発政策の始まりとされる。
この就任式は各ネットワークで放送された1つの生番組として数百万人が視聴した（さらに数百万人がラジオで聴取した）。多くの学童は教室で視聴した。トルーマンは連邦政府職員の休日を許可したため彼らも視聴できた。式典とトルーマンの演説は『ボイス・オブ・アメリカ』を通じて国外でも放送され、ロシア語やドイツ語など他の言語にも翻訳された。ある計算によると、今回はこれまでの大統領就任式を合せたよりも多くの見物人がいた。

## デモ活動
共産主義者として広く攻撃されていたにもかかわらず、公民権会議のメンバー数千人が就任式に講義するためにワシントンD.C.に到着した。彼らは共産党指導者のスミス法裁判やアフリカ系アメリカ人に対する不当な死刑判決に抗議した。また彼らは公正雇用慣行委員会の常設や下院非米活動委員会の廃止も求めた。